# Lucien Lesna
Lucien Lesna (Le Locle (Zwitserland), 11 oktober 1863 - Évreux, 11 juli 1932) was een Frans wielrenner, die beroeps was tussen 1890 en 1902.

## Carrière
Lesna, geboren in Zwitserland uit Franse ouders, leerde pas fietsen toen hij 26 was en was daarnaast gefascineerd door motoren.
In 1890 behaalde hij zijn eerste overwinning en vanaf 1894 begon hij klassiekers te winnen, te weten Bordeaux-Parijs, Parijs-Saint-Malo (ca. 400 km) en Parijs-Bar-le-Duc (ca. 250 km).
Daarna schakelde hij over op de baan, waarschijnlijk omdat deze discipline minder streng en lucratiever was. Hij werd tweemaal Europees kampioen op het onderdeel "halve fond" en bouwde een motor-tandem, waarachter hij voor goed geld als stayer demonstraties gaf in de Verenigde Staten en Australië.
In 1901 dook Lucien Lesna weer op in het wielrennen op de weg; hij was toen al 38 jaar, maar sterker dan ooit. Hij won de mooiste klassiekers van zijn tijd: Bordeaux-Parijs, twee keer op rij Parijs-Roubaix en de unieke monsterrit Marseille-Parijs.

## Marseille-Parijs
In 18 mei 1902 kwam Lesna uit in wat de enige Marseille-Parijs uit de wielergeschiedenis zou worden. Deze marathonrit, georganiseerd door Henri Desgranges' blad L'Auto-Vélo, was 938 km lang. Hij trainde vooraf 6.000 km zonder gangmaking (waarvan een deel in Algerije en Tunesië), om het tegen Maurice Garin op te kunnen nemen. Garin ontweek dit duel echter. De wedstrijd werd in de stromende regen onder helse omstandigheden verreden. De Belgische renner Charles Kerff werd 's ochtends dood in een sloot gevonden. Lesna won met 7 uur voorsprong op de nummer twee, de Italiaan Rodolfo Muller, in 38 uur en 43 minuten. Zijn aankomst werd bijgewoond door 20.000 toeschouwers in het Prinsenpark. Marseille-Parijs wordt wel als de directe voorganger van de Tour de France beschouwd, want dezelfde organisatoren, gemotiveerd door de enorme publieke belangstelling, bouwden Marseille-Parijs het jaar daarop uit tot een meerdaagse rittenkoers. Lucien Lesna stond op dat moment als wielercrack veel hoger aangeschreven dan Maurice Garin, aan wie hij echter de eerste Tour gunde.

## Motorrijden
Intussen was Lesna als motorrijder gaan koersen. Hij verbrijzelde zijn knie echter tijdens een motorwedstrijd in een zwaar ongeval, waar hij een stijf been aan overhield. Hij liep school bij Louis Blériot en werd piloot, en was daarnaast uitbater te Parijs van een massage-instituut. In juli 1932 verloor hij op de weg naar Évreux het leven door een motorongeval.

## Belangrijkste overwinningen
1890
- Kampioenschap van Zwitsers Romandië

1892
- Bazel-Straatsburg

1894
- Parijs-Bar-le-Duc
- Parijs-St. Malo
- Bordeaux-Parijs

1895
- Frans Kampioenschap, Baan, Halve Fond, Elite

1896
- Europees Kampioenschap, Baan, Halve Fond, Elite

1898
- Europees Kampioenschap, Baan, Halve Fond, Elite

1901
- Parijs-Roubaix
- Bordeaux-Parijs

1902
- Parijs-Roubaix
- Eindklassement Marseille-Parijs

## Resultaten in voornaamste wedstrijden
| Jaar | Parijs-Roubaix | Bordeaux-Parijs |
| ---- | -------------- | --------------- |
| 1894 |                | ↑               |
| 1901 | ↑              | ↑               |
| 1902 | ↑              |                 |